# Next Generation ATP Finals 2019 – mužská dvouhra

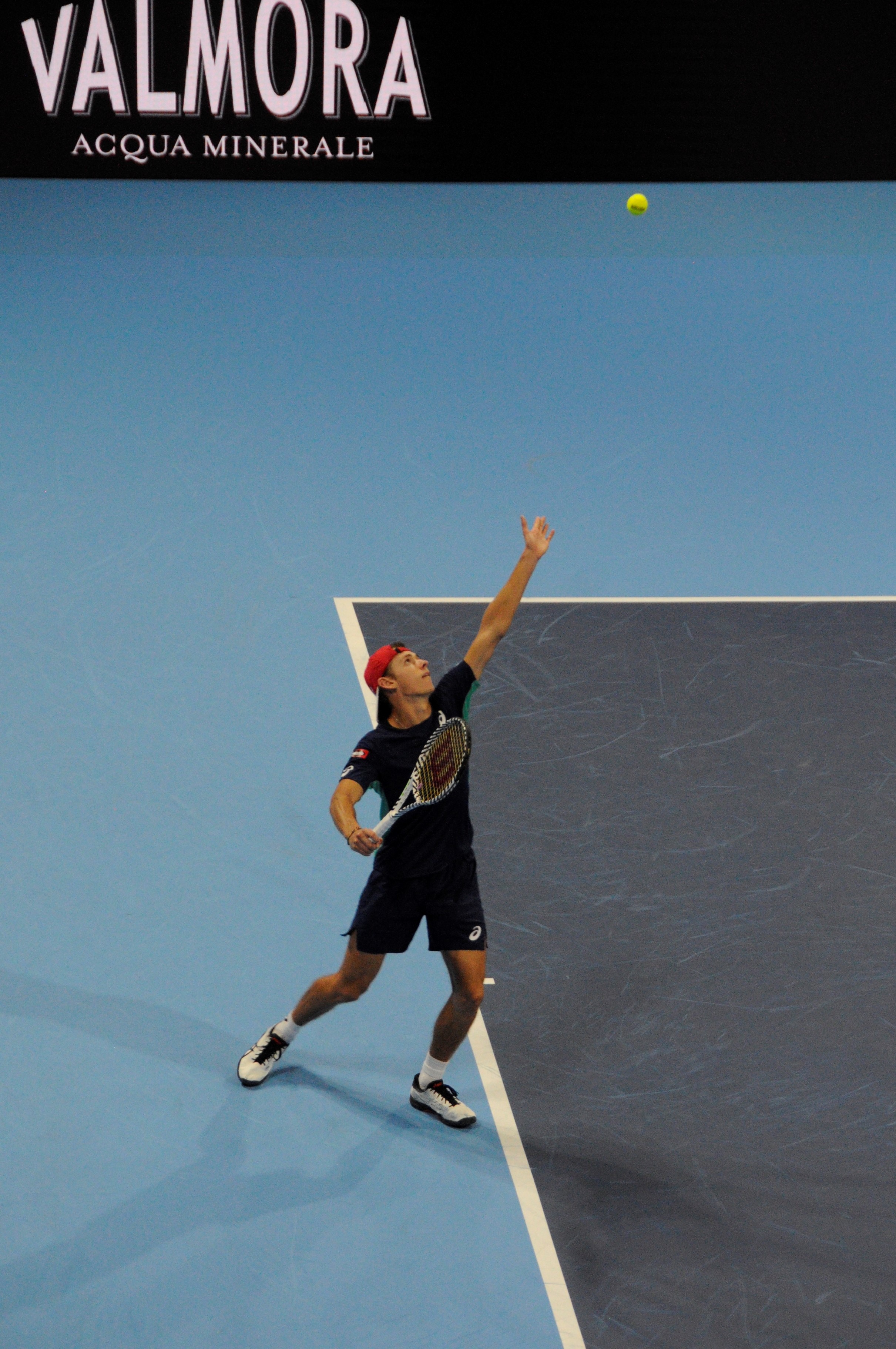
Poražený finalista de Minaur

Mužská dvouhra Next Generation ATP Finals 2019 probíhala v první polovině listopadu 2019. Singlová soutěž milánského závěrečného turnaje sezóny byla určena pro sedm nejlepších hráčů do 21 let věku na žebříčku ATP Race to Milan a jednoho účastníka startujícího na divokou kartu. Jednalo se o třetí ročník závěrečné události roku, z níž nebyly tenistům přidělovány body do žebříčku ATP. Turnaj se hrál ve formátu Fast4 tenisu. Obhájce titulu Řek Stefanos Tsitsipas se odhlásil a zvolil start na londýnském Turnaji mistrů, který vyhrál.
Vítězem se stal 18letý Ital Jannik Sinner, jenž ve finále zdolal neporaženou australskou turnajovou jedničku, 20letého Alexe de Minaura, po třísetovém průběhu 4–2, 4–1 a 4–2. V probíhající sezóně si tak připsal první turnajové vítězství, které se ovšem nezapočítalo mezi tituly okruhu ATP Tour. Ital se stal prvním šampionem hrajícím na divokou kartu a zároveň nejmladším v tříleté historii turnaje. Odvezl si prémii 372 tisíc dolarů. Jako 95. muž žebříčku ATP byl rovněž nejmladším členem elitní světové stovky. Sezónu 2019 přitom rozehrál až na 551. příčce. Světová osmnáctka De Minaur prohrála finále druhý ročník v řadě.

## Nasazení hráčů
1. Alex de Minaur (finále)
2. Frances Tiafoe (semifinále)
3. Ugo Humbert (základní skupina)
4. Casper Ruud (základní skupina)
5. Miomir Kecmanović (semifinále)
6. Mikael Ymer (základní skupina)
7. Alejandro Davidovich Fokina (základní skupina)
8. Jannik Sinner (vítěz)

## Soutěž
| Legenda                                                       |                                                                        |                                                   |
| - Q – kvalifikant - WC – divoká karta - LL – šťastný poražený | - Alt – náhradník - SE – zvláštní výjimka - PR/SR – žebříčková ochrana | - w/o – bez boje - r – skreč - d – diskvalifikace |

### Finálová fáze
|  | Semifinále | Semifinále        | Semifinále    | Semifinále | Semifinále | Semifinále | Semifinále    |   |                | Finále | Finále | Finále | Finále | Finále | Finále | Finále |
|  |            |                   |               |            |            |            |               |   |                |        |        |        |        |        |        |        |
|  | 1          | Alex de Minaur    | 4             | 4          | 0          | 4          |               |   |                |        |        |        |        |        |        |        |
|  | 2          | Frances Tiafoe    | 2             | 1          | 4          | 2          |               |   |                |        |        |        |        |        |        |        |
|  | 2          | Frances Tiafoe    | 2             | 1          | 4          | 2          |               | 1 | Alex de Minaur | 2      | 1      | 2      |        |        |        |        |
|  |            |                   |               |            |            |            |               | 1 | Alex de Minaur | 2      | 1      | 2      |        |        |        |        |
|  |            | 8/WC              | Jannik Sinner | 4          | 4          | 4          |               |   |                |        |        |        |        |        |        |        |
|  | 8/WC       | 8/WC              | Jannik Sinner | 4          | 4          | 4          | Jannik Sinner | 2 | 4              | 4      | 4      |        |        |        |        |        |
|  | 8/WC       |                   |               |            |            |            | Jannik Sinner | 2 | 4              | 4      | 4      |        |        |        |        |        |
|  | 5          | Miomir Kecmanović | 4             | 1          | 2          | 2          |               |   |                |        |        |        |        |        |        |        |

### Skupina A
|   |                             | de Minaur               | Ruud                                   | Kecmanović              | Davidovich Fokina                      | Zápasy | Sety       | Hry          | Pořadí |
| 1 | Alex de Minaur              |                         | 4–1, 4–0, 4–2                          | 4–1, 4–3(7–4), 1–4, 4–0 | 4–2, 3–4(5–7), 4–1, 4–1                | 3–0    | 9–2 (81 %) | 40–19 (67 %) | 1.     |
| 4 | Casper Ruud                 | 1–4, 0–4, 2–4           |                                        | 3–4(5–7), 3–4(5–7), 2–4 | 3–4(2–7), 4–3(7–2), 4–2, 3–4(2–7), 4–1 | 1–2    | 3–8 (27 %) | 29–38 (43 %) | 3.     |
| 5 | Miomir Kecmanović           | 1–4, 3–4(4–7), 4–1, 0–4 | 4–3(7–5), 4–3(7–5), 4–2                |                         | 4–1, 4–1, 4–3(8–6)                     | 2–1    | 7–3 (57 %) | 32–26 (55 %) | 2.     |
| 7 | Alejandro Davidovich Fokina | 2–4, 4–3(7–5), 1–4, 1–4 | 4–3(7–2), 3–4(2–7), 2–4, 4–3(7–2), 1–4 | 1–4, 1–4, 3–4(6–8)      |                                        | 0–3    | 3–9 (25 %) | 27–45 (38 %) | 4.     |

### Skupina B
|      |                | Tiafoe                       | Humbert                      | Ymer                    | Sinner                       | Zápasy | Sety       | Hry          | Pořadí |
| 2    | Frances Tiafoe |                              | 4–2, 4–3(7–5), 3–4(4–7), 4–1 | 4–2, 4–2, 4–2           | 4–3(7–4), 2–4, 2–4, 2–4      | 2–1    | 7–4 (64 %) | 37–31 (54 %) | 2.     |
| 3    | Ugo Humbert    | 2–4, 3–4(5–7), 4–3(7–4), 1–4 |                              | 3–4(2–7), 4–1, 2–4, 1–4 | 4–3(7–5), 3–4(3–7), 4–2, 4–2 | 1–2    | 5–7 (42 %) | 35–39 (47 %) | 4.     |
| 6    | Mikael Ymer    | 2–4, 2–4, 2–4                | 4–3(7–2), 1–4, 4–2, 4–1      |                         | 0–4, 2–4, 1–4                | 1–2    | 3–7 (30 %) | 22–34 (39 %) | 3.     |
| 8/WC | Jannik Sinner  | 3–4(4–7), 4–2, 4–2, 4–2      | 3–4(5–7), 4–3(7–3), 2–4, 2–4 | 4–0, 4–2, 4–1           |                              | 2–1    | 7–4 (64 %) | 38–28 (58 %) | 1.     |